# Chujoa netsukii
Chujoa netsukii là một loài bọ cánh cứng trong họ Chrysomelidae. Loài này được Chujo miêu tả khoa học năm 1954.